# Acinonyx
Acinonyx es un género de mamíferos carnívoros de la familia Felidae. Se encuentra distribuido en la actualidad en África y Asia, pero anteriormente estuvo presente también en Europa. El guepardo es la única especie viva en este género. Wozencraft (1993) situó al género Acinonyx en su propia subfamilia monofilética, Acinonychinae. Salles (1992), Johnson & O'Brien (1997), Bininda-Emonds et al. (1999), y Mattern & McLennan (2000) consideran que Acinonyx, Puma concolor, y Puma (= Herpailurus) yagouaroundi son representantes de grupos cercanamente relacionados.

## Especies
- Acinonyx aicha Geraads, 1997 †
- Acinonyx intermedius Thenius, 1954 †
- Acinonyx jubatus Schreber, 1775 — guepardo o chita
- Acinonyx kurteni Christiansen & Mazák, 2008[1] † (discutido, posiblemente fraudulento).[2]
- Acinonyx pardinensis Croizet & Joubert, 1828 †